# Историцизм (эсхатология)
Историцизм — точка зрения в христианской эсхатологии, согласно которой события пророчеств книги Откровение (а также связанных с ними пророчеств в других книгах Библии) исполняются на протяжении всей истории церкви, от апостольских времен и до Второго пришествия Иисуса Христа. В богословии историцизма важную роль играет тема борьбы истинной церкви и отступничества. Со времен Реформации и по XIX век историцизм, как метод интерпретации пророчеств, использовался почти всеми богословами во всех протестантских конфессиях. В XIX и XX веках распространенность идей историцизма в протестантском богословии сильно уменьшилась результате роста популярности футуризма, претеризма и идеализма.
Альтернативными интерпретациями в христианской эсхатологии являются футуризм, претеризм и идеализм.